# 49e cérémonie des NAACP Image Awards
La 49e cérémonie des NAACP Image Awards, organisée par National Association for the Advancement of Colored People, a eu lieu le 15 janvier 2018, jour de la fête fédérale marquant l'anniversaire de Martin Luther King, Jr.; et récompense chaque année depuis 1967 les meilleurs films, musiques, livres, émissions et les meilleurs professionnels de la communauté afro-américaine pendant l'année 2017.

## Présentateurs et invités

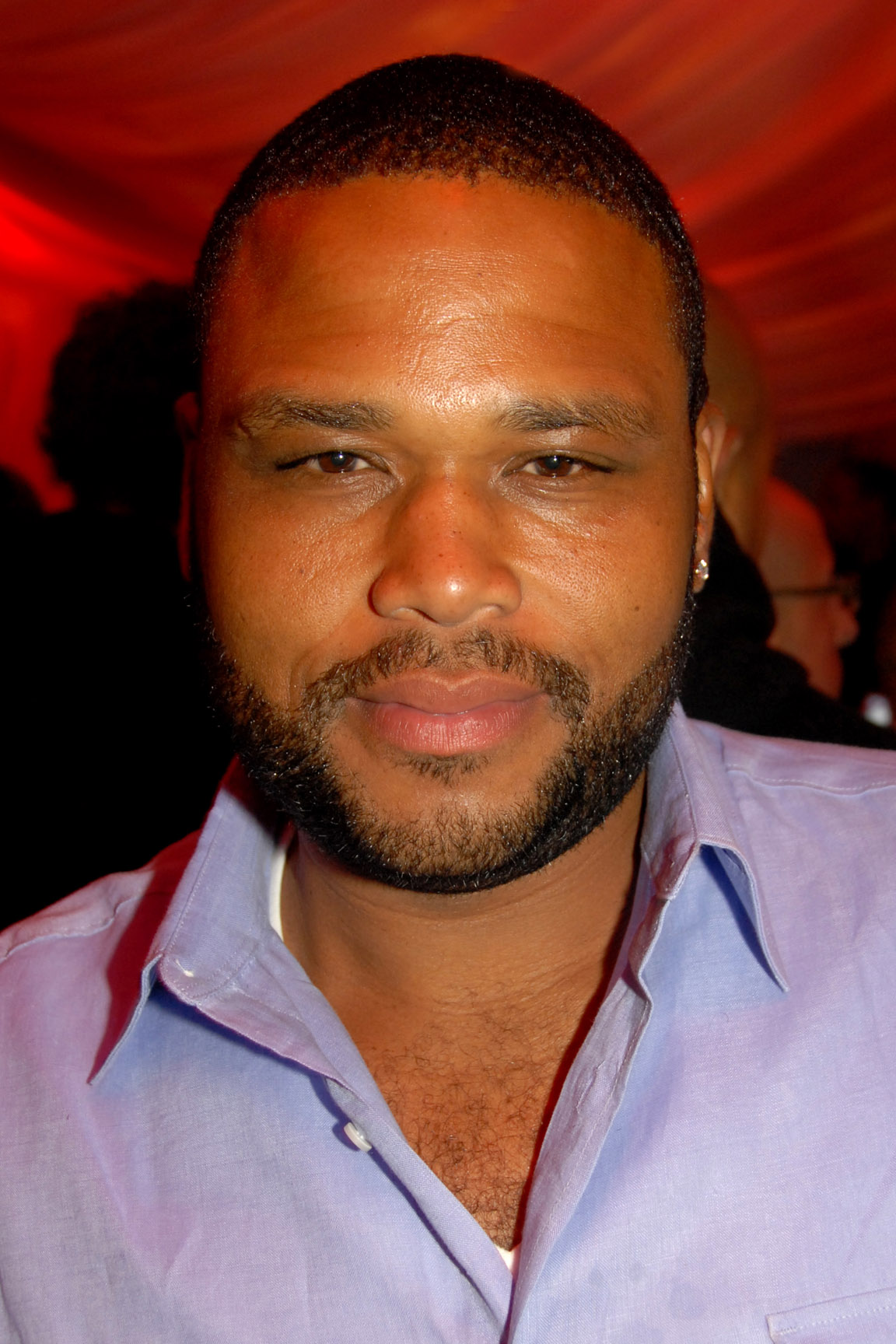
Anthony Anderson, hôte de la cérémonie.

- Anthony Anderson, hôte de la cérémonie

- Denzel Washington
- Oprah
- John Legend
- Chrissy Teigen
- Viola Davis
- Anthony Anderson
- Dwayne Johnson
- Gabrielle Union
- Kevin Hart
- Stevie Wonder
- Will Smith
- Jada Pinkett Smith
- Gina Rodriguez
- Kerry Washington
- Nate Parker
- Morris Chestnut
- Ice Cube
- LL Cool J
- Gugu Mbatha-Raw
- Tika Sumpter
- Keegan-Michael Key
- O'Shea Jackson Jr.
- Chadwick Boseman
- Michael B. Jordan
- Tracee Ellis Ross
- Laurence Fishburne
- Spike Lee
- Loretta Devine
- Shonda Rhimes
- Omari Hardwick
- Wendy Raquel Robinson
- Don Cheadle
- Sanaa Lathan
- Keke Palmer
- Michael Ealy
- Ken Jeong
- Sylvester Stallone
- Terrence Howard
- Taraji P. Henson
- Jussie Smollett

## Palmarès
Les lauréats sont indiqués ci-dessous dans chaque catégorie et en caractères gras.

### Cinéma

#### Meilleur film(Outstanding Motion Picture)
★ Girls Trip
- Detroit
- Get Out
- Marshall
- Roman J. Israel, Esq.

#### Meilleur film indépendant(Outstanding Independent Motion Picture)
★ Detroit
- Last Flag Flying
- Mudbound
- Professor Marston and the Wonder Women
- Wind River

#### Meilleur réalisateur dans un film(Outstanding Directing in a Motion Picture)
★ Jordan Peele – Get Out
- Reginald Hudlin – Marshall
- Malcolm D. Lee – Girls Trip
- Stella Meghie – Everything, Everything
- Dee Rees – Mudbound

#### Meilleur scénariste dans un film(Outstanding Writing in a Motion Picture)
★ Jordan Peele – Get Out
- Kenya Barris (en) et Tracy Oliver – Girls Trip
- Mark Boal – Detroit
- Emily V. Gordon et Kumail Nanjiani – The Big Sick
- Dee Rees et Virgil Williams – Mudbound

#### Meilleure actrice dans un film(Outstanding Actress in a Motion Picture)
★ Octavia Spencer – Mary (Gifted)
- Halle Berry – Kidnap
- Danai Gurira – All Eyez on Me
- Natalie Paul – Crown Heights
- Amandla Stenberg – Everything, Everything

#### Meilleur acteur dans un film(Outstanding Actor in a Motion Picture)
★ Daniel Kaluuya – Get Out
- Chadwick Boseman – Marshall
- Idris Elba – La Montagne entre nous (The Mountain Between Us)
- Algee Smith – Detroit
- Denzel Washington – Roman J. Israel, Esq.

#### Meilleur second rôle féminin dans un film(Outstanding Supporting Actress in a Motion Picture)
★ Tiffany Haddish – Girls Trip
- Regina Hall – Girls Trip
- Audra McDonald – La Belle et la Bête (Beauty and the Beast)
- Keesha Sharp – Marshall
- Tessa Thompson – Thor: Ragnarok

#### Meilleur second rôle masculin dans un film(Outstanding Supporting Actor in a Motion Picture)
★ Idris Elba – Thor: Ragnarok
- Nnamdi Asomugha – Crown Heights
- Sterling K. Brown – Marshall
- Laurence Fishburne – Last Flag Flying
- Lil Rel Howery – Get Out

### Télévision

#### Meilleur doublage(Outstanding Character Voice-Over Performance) – (Television or Film)
★ Tiffany Haddish – Legends of Chamberlain Heights
- Yvette Nicole Brown – Elena d'Avalor
- Loretta Devine – Doc McStuffins
- David Oyelowo – La Garde du Roi lion (The Lion Guard)
- Kerry Washington – Cars 3

#### Meilleur programme pour enfants(Outstanding Children's Program)
★ Doc McStuffins
- Zoe et Raven
- Nella the Princess Knight
- Project Mc²
- Raven

#### Dramatique

##### Meilleure série dramatique(Outstanding Drama Series)
★ Power
- Greenleaf
- Queen Sugar
- This Is Us
- Underground

##### Meilleure actrice dans une série dramatique(Outstanding Actress in a Drama Series)
★ Taraji P. Henson – Empire
- Viola Davis – How to Get Away with Murder
- Jurnee Smollett-Bell – Underground
- Kerry Washington – Scandal
- Rutina Wesley – Queen Sugar

##### Meilleur acteur dans une série dramatique(Outstanding Actor in a Drama Series)
★ Omari Hardwick – Power
- Sterling K. Brown – This Is Us
- Mike Colter – Marvel's The Defenders
- Terrence Howard – Empire
- Kofi Siriboe – Queen Sugar

##### Meilleur second rôle féminin dans une série dramatique(Outstanding Supporting Actress in a Drama Series)
★ Naturi Naughton – Power
- Tina Lifford – Queen Sugar
- Susan Kelechi Watson – This Is Us
- Lynn Whitfield – Greenleaf
- Samira Wiley – The Handmaid's Tale

##### Meilleur second rôle masculin dans une série dramatique(Outstanding Supporting Actor in a Drama Series)
★ Joe Morton – Scandal
- Trai Byers – Empire
- Bryshere Gray – Empire
- Jussie Smollett – Empire
- Dondre Whitfield – Queen Sugar

##### Meilleur réalisateur pour une série dramatique(Outstanding Director in a Drama Series)
★ Carl Franklin – 13 Reasons Why – "Tape 5, Side B"
- Jeffrey Byrd – Switched at Birth – "Occupy Truth"
- Jonathan Demme – Shots Fired – "Hour Six: The Fire This Time"
- Ernest R. Dickerson – The Deuce – "Show and Prove"
- Gina Prince-Bythewood – Shots Fired – "Hour One: Pilot"

##### Meilleur scénariste pour une série dramatique(Outstanding Writer in a Drama Series)
★ Gina Prince-Bythewood – Shots Fired – "Hour One: Pilot"
- Erica Anderson – Greenleaf – "The Bear"
- Ava DuVernay – Queen Sugar – "Dream Variations"
- Vera Herbert – This Is Us – "Still Here"
- Anthony Sparks – Queen Sugar – "What Do I Care for Morning"

#### Comique

##### Meilleure série comique(Outstanding Comedy Series)
★ Black-ish
- Ballers
- Dear White People
- Insecure
- Survivor's Remorse

#### Téléfilm et mini-série

##### Meilleur téléfilm ou mini-série(Outstanding Television Movie, Limited-Series or Dramatic Special)
★ The New Edition Story
- Flint
- The Immortal Life of Henrietta Lacks
- Shots Fired
- When Love Kills: The Falicia Blakely Story

#### Emission de télé-réalité/compétition

##### Meilleure émission de variétés(Outstanding Variety - Series or Special)
★ Lip Sync Battle
- Black Girls Rock! 2017
- Dave Chappelle: The Age of Spin & Deep in the Heart of Texas
- Def Comedy Jam 25
- Saturday Night Live

#### Documentaire

##### Meilleur documentaire(Outstanding Documentary) – (Film)
★ STEP
- I Called Him Morgan
- The Rape of Recy Taylor
- Tell Them We Are Rising: The Story of Black Colleges and Universities
- Whose Streets?

##### Meilleur documentaire(Outstanding Documentary) – (Television)
★ The 44th President: In His Own Words
- Birth of a Movement
- Black Love
- The Defiant Ones
- What the Health